# Барон Денем
Барон Денем из Уэстон Андервуда в графстве Бакингемшир — наследственный титул в системе Пэрства Соединённого королевства. Он был создан 24 мая 1937 года для консервативного политика, сэра Джорджа Бойера, 1-го баронета (1886—1948). Ранее он представлял Бекингем в Палате общин Великобритании (1918—1937) и занимал пост контролера двора (1935). В 1933 году для него уже был создан титул баронета из Уэстон Андервуда. Джордж Бойер был потомком сэра Уильяма Бойера, 3-го баронета из Денем-Корта (1710—1767).
По состоянию на 2024 год носителем титула являлся его внук Ричард Гренвилл Джордж Бойер, 3-й барон Денем (род. 1959), который стал преемником своего отца в 2021 году, сын его второго сына, Бертрама Стэнли Митфорда Бойера, 2-го барона Денема (1927—2021). В 1950 году после смерти своего дальнего родственника, Джорджа Генри Бойера, 9-го баронета (1870—1950), он также унаследовал титул 10-го баронета Бойера из Денем-Корта. Как и его отец, лорд Денем — консервативный политик и один из девяноста избранных наследственных пэров, которые остались в Палате лордов после принятия Акта Палаты лордов 1999 года. 2-й барон Денем занимал должности капитана йоменской гвардии (1971—1974) и капитана почётной гвардии джентльменов (1979—1991).
Титул баронета Бойера из Денем-Корта в графстве Бакингемшир (Баронетство Англии) был создан в 1660 году для Уильяма Бойера (1612—1679). Он представлял Бакингемшир в Палате общин (1660—1679). Его потомок, сэр Джордж Бойер, 5-й баронет (1739—1800), был адмиралом королевского флота и отличился в битве у острова Уэссан в 1794 году. В том же году для него был создан титул баронета из Радли в графстве Беркшир. В 1799 году после смерти своего старшего брата, Уильяма Бойера, 4-го баронета (1736—1799), Джордж Бойер унаследовал титул 5-го баронета из Денем-Корта.
Его сын, сэр Джордж Бойер, 6-й баронет из Денема и 2-й баронет из Радли (1783—1860), был депутатом Палаты общин от Малмсбери (1807—1810) и Абингдона (1811—1818). Его преемником стал его сын, сэр Джордж Бойер, 7-й баронет (1811—1883), либеральный политик, который представлял в парламенте Дондолк (1852—1868) и графство Уэксфорд (1874—1880). После смерти в 1950 году его племянника, сэра Джорджа Генри Бойера, 9-го баронета (1870—1950), титул баронета из Радли прервался. А титул баронета из Данема унаследовал его дальний родственник, Бертрам Стэнли Митфорд Бойер, 2-й барон Денем (1927—2021), который стал 10-м баронетом.

## Бароны Денем (1937)
- 1937—1948: капитан Джордж Эдвард Уэнтуорт Бойер, 1-й барон Денем (16 января 1886 — 30 ноября 1948), старший сын подполковника Уэнтуорта Гренвилла Бойера (род. 1850), внук преподобного Уильяма Генри Уэнтуорта Аткинса-Бойера (1807—1872), правнук Уильяма Аткинса-Бойера (1779—1844), праправнук Ричарда Аткинса-Бойера (ум. 1820), младшего сына сэра Уильяма Бойера, 3-го баронета (1710—1767)[1];
  - достопочтенный Ричард Лоуренс Гренвилл Бойер (17 февраля 1920 — 29 января 1943), старший сын предыдущего[2];
- 1948—2021: Бертрам Стэнли Митфорд Бойер, 2-й барон Денем (3 октября 1927 — 1 декабря 2021), младший брат предыдущего[3];
- 2021 — н. в.: Ричард Гренвилл Джордж Бойер, 3-й барон Денем (род. 8 февраля 1959), старший сын предыдущего[4];
  - Наследник титула: достопочтенный Генри Мартин Митфорд Бойер (род. 9 мая 1963), младший брат предыдущего[5];
    - Наследник наследника: Эдмунд Хантер Митфорд Бойер (род. 5 августа 1997), единственный сын предыдущего[6].

## Баронеты Бойер из Денем-Корта (1660)
- 1660—1979: Сэр Уильям Бойер, 1-й баронет (29 июня 1612 — 2 октября 1679), старший сын сэра Генри Бойера (ок. 1590—1613)[7];
- 1679—1722: Сэр Уильям Бойер, 2-й баронет (ок. 1639 — 13 февраля 1722), старший сын предыдущего[8];
- 1722—1767: Сэр Уильям Бойер, 3-й баронет (1710 — 12 июля 1767), сын Сесила Бойера (ок. 1684—1720), внук предыдущего[9];
- 1767—1799: Сэр Уильям Бойер, 4-й баронет (1736 — апрель 1799), старший сын предыдущего[10];
- 1799—1800: Адмирал Сэр Джордж Бойер, 5-й баронет, 1-й баронет (1739 — 6 декабря 1800), младший брат предыдущего[11];
- 1800—1860: Сэр Джордж Бойер, 6-й баронет, 2-й баронет (3 марта 1783 — 1 июля 1860), сын предыдущего[12];
- 1860—1883: Сэр Джордж Бойер, 7-й баронет, 3-й баронет (8 октября 1811 — 7 июня 1883), старший сын предыдущего[13];
- 1883—1893: Сэр Уильям Бойер, 8-й баронет, 4-й баронет (октябрь 1812 — 30 мая 1893), младший брат предыдущего[14];
- 1893—1950: Сэр Джордж Генри Бойер, 9-й баронет, 5-й баронет (9 сентября 1870 — 27 сентября 1950), единственный сын Генри Джорджа Бойера (1813—1883), племянник предыдущего[15];
- 1950—2021: Сэр Бертрам Стэнли Митфорд Бойер, 10-й баронет (3 октября 1927 — 1 декабря 2021), младший сын Джорджа Эдварда Уэнтуорта Бойера, 1-го барона Денема (1886—1948), 2-й барон Денем с 1948 года[3];
- 2021 — настоящее время: Сэр Ричард Гренвилл Джордж Бойер, 11-й баронет (род. 8 февраля 1959), старший сын предыдущего[4];
  - Наследник титула: достопочтенный Генри Мартин Митфорд Бойер (род. 9 мая 1963), младший брат предыдущего[5];
    - Наследник наследника: Эдмунд Хантер Митфорд Бойер (род. 5 августа 1997), единственный сын предыдущего[6].